# The Fatal Feast
The Fatal Feast è il quinto album discografico in studio del gruppo musicale thrash metal Municipal Waste, pubblicato nel 2012.

## Tracce
1. Waste in Space (Main Title) – 0:57
2. Repossession – 2:25
3. New Dead Masters – 2:48
4. Unholy Abductor – 1:19
5. Idiot Check – 2:11
6. Covered in Sick/The Barfer – 3:10
7. You're Cut Off – 1:14
8. Authority Complex – 2:22
9. Standards and Practices – 3:01
10. Crushing Chest Wound – 2:30
11. The Monster With 21 Faces – 1:48
12. Jesus Freaks – 2:24
13. The Fatal Feast – 3:09
14. 12 Step Program – 1:35
15. Eviction Party (Digipak e Vinile bonus track) – 1:23
16. Death Tax – 2:51
17. Residential Disaster – 4:07

## Formazione
- Tony Foresta - voce
- Ryan Waste - chitarra, voce
- Land Phil - basso, voce
- Dave Witte - batteria

Collaboratori
- Steve Morre - sample (tracce 1 e 13)
- John Connelly - voce (traccia 13)
- Tim Barry - voce (traccia 9)